# Marockos herrlandslag i basket
Marockos herrlandslag i basket representerar Marocko i basket på herrsidan. Laget blev afrikanska mästare 1965.

### Fotnoter
1. ↑  ”Men Basketball Africa Championship 1965 Tunis (TUN) - 28.03-02.04 Winner Morocco” (på engelska). Sport Statistics. 11 mars 1965. Arkiverad från originalet den 16 april 2015. https://web.archive.org/web/20150416201037/http://www.todor66.com/basketball/Africa/Men_1965.html. Läst 29 juni 2015.